# Baron Foley
Baronowie Foley 1. kreacji (parostwo Wielkiej Brytanii)
- 1712–1733: Thomas Foley, 1. baron Foley
- 1733–1766: Thomas Foley, 2. baron Foley

Baronowie Foley 2. kreacji (parostwo Wielkiej Brytanii)
- 1776–1777: Thomas Foley, 1. baron Foley
- 1777–1793: Thomas Foley, 2. baron Foley
- 1793–1833: Thomas Foley, 3. baron Foley
- 1833–1869: Thomas Henry Foley, 4. baron Foley
- 1869–1905: Henry Thomas Foley, 5. baron Foley
- 1905–1918: Fitzalan Charles John Foley, 6. baron Foley
- 1918–1927: Gerald Henry Foley, 7. baron Foley
- 1927 -: Adrian Gerald Foley, 8. baron Foley

Następca 8. barona Foley: Thomas Henry Foley